# Hermann J. Stern

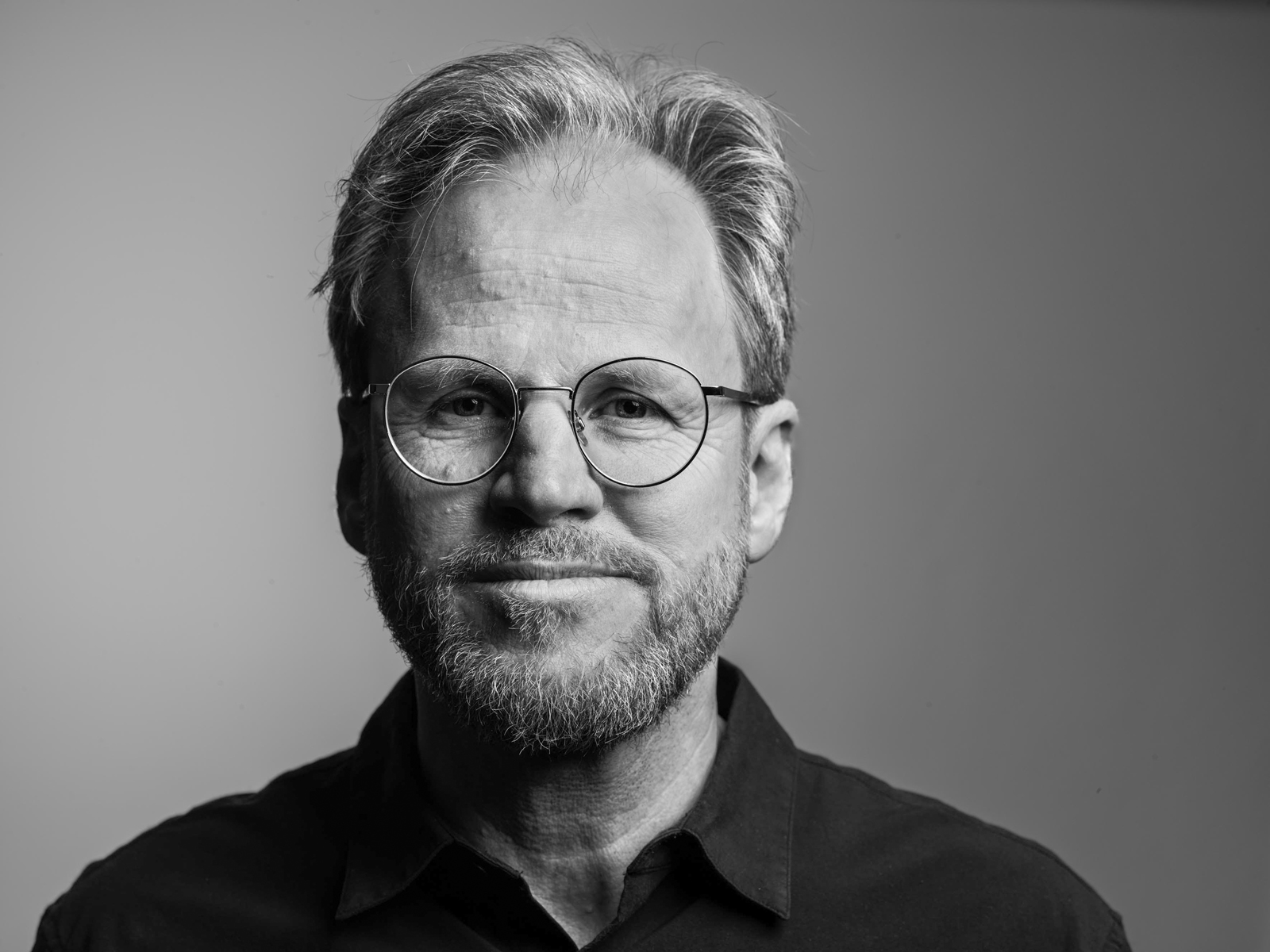
Ein Porträtfoto von Hermann J. Stern

Hermann Josef Stern (* 18. August 1966 in Zürich) ist ein Schweizer Ökonom, Manager und Wirtschaftsjournalist.

## Leben
Stern erlangte 1996 den Doktorgrad in Wirtschaftsethik bei Peter Ulrich und Roland Kley an der Universität St. Gallen (Schweiz) und unterrichtet in mehreren Executive-Education-Programmen. Er ist Autor der Bücher Das Value Cockpit und Marktorientiertes Value Management, sowie zahlreicher Artikel, unter anderem in der NZZ zum Thema Hebel, im Harvard Businessmanager zum Thema Vergütung in Familienunternehmen und der Auswirkung von Vorstandsvergütungen auf den Aktienkurs und Interviews in den Wirtschaftsmagazinen BBC, PUNKT und brand eins. Stern führt ein Blog für Selbstanleger. und von Januar 2016 bis Februar 2019 auf Inside Paradeplatz, Zürich, Schweiz und ist der Begründer der indexierten operativen Leistungsmessung. Stern ist Urenkel von Hermann Stern (Rechtsanwalt) und damit in der vierten Familien-Generation Träger des Vornamens Hermann.

## Publikationen
- Kommunikative Rationalisierung der Unternehmung im Spannungsfeld von Legitimation und Erfolgssicherung. Dissertation am Institut für Wirtschaftsethik, Universität St. Gallen, 1996.
- mit Simon Peck: Executive Compensation Switzerland – Trends in Vergütungsstrukturen für Führungskräfte. Obermatt, Zürich 2003, ISBN 978-3-033-00971-4.
- Das Value Cockpit: Sieben Schritte zur wertorientierten Führung für Entscheidungsträger. Wiley-VCH, Weinheim 2004, ISBN 978-3-527-50299-8.
- Marktorientiertes Value Management, Wettbewerbsvorteile durch das Finance Intelligence Radar erzielen. Wiley-VCH, Weinheim 2007, ISBN 978-3-527-50258-5.
- Pay, Peace and Passion a short business-autobiography in Academic and Educational Entrepreneurship by Mehtap Aldogan Eklund, Gabrielle Wanzenried, Springer Verlag, 2023, ISBN 978-3-031-10954-6.